# Србољуб Којадиновић
Србољуб Којадиновић (Београд, 1. јул 1942 — Београд, 5. јул 2018) био је југословенски и српски сликар, путописац, грађевински инжењер и морепловац.

## Биографија
Србољуб Којадиновић је рођен 1942. године у Београду. Матурирао је у Петој београдској гимназији. На Грађевинском факултету у Београду дипломирао је 1967. године код академика Ђорђа Лазаревића. Почетком седамдесетих година прошлог века са супругом Јеленом преселио се у Париз. Године 1976. у пратњи супруге и тринаестомесечног сина Вање, на једрењаку којег су изградили сами и симболично га назвали Кли-кли, испловљавају из француске луке Авр према полутару не би ли у деценијама које следе опловили читав свет, најпре Атлански, а онда Тихи и Индијски океан. На путовању дугом више од три деценије, Којадиновићи ће живети на Тахитију,
Новом Зеланду, Реуниону,
Корзици... Вулканско острво Реунион у Индијском океану биће њихов дом пуне двадесет и две године. Србољуб је на овом острву радио као архитекта и грађевинац.
Већ у средњошколским данима био је заинтересован за сликарство. Приликом пристајања, у разним земљама, као инвентивни, самоуки уметник учествовао је на више од тридесет колективних и самосталних изложби у периоду од 1980. до 2004. године на Полинежанским острвима, Новом Зеланду, Реуниону, Кипру, у Израелу, Грчкој... У Француској је излагао 2005. и 2006. године и то на самосталним изложбама у Ници, Мантону, Кану и Евијану и на колективним у Лаванду, Ници и Сен Тропеу — Гримоу. Након Француске, дела Србољуба Којадиновића излагана су и у Србији на колективним изложбама у Уметничком павиљону „Цвијета Зузорић” у Београду 2008. и 2018. године у организацији Музеја наивне и маргиналне уметности као и на самосталним изложбама у Салону Наутике (2008), Студентском културном центру (2009), Галерији Дома војске Србије (2009), Галерији 73 (2009), Академији 28 (2012), Етнографском музеју (2016) и др. Излагао је и у Центру за културу „Свети Стефан” у Деспотовцу (2010) и у Галерији Јосип Бепо Бенковић у Херцег Новом (2011). Био је члан УЛУС-а и Друштва сликара у Сен Тропеу. Добитник је прве награде за сликарство (Prestige de l’ Art) у Ници (2005). Као путописац, поред редовних месечних дописа Илустрованој Политици, аутор је и путописа Сунчано једро (1979), Седам година за три океана (1989) и Два покољења, исти јарболи (2007). У сарадњи са РТС-ом 1982. године снимио је ТВ серију Вања с океана, а у сарадњи са РТЦГ 2007. године снимио је филм Пут око свијета. Његова монументална сликарска остварења налазе се у галеријама, музејима и приватним колекцијама широм света, а однедавно и у Музеју наивне и маргиналне уметности у Јагодини.

## Стил
Искуства на броду и острвима несумњиво ће утицати на сликарску
активност, одабир тема и ликовни израз Србољуба Којадиновића. Са друге стране, овог уметника једнако покреће неизвесност глобализације, хришћанско предање, поезија Пабла Неруде коју је читао (Објашњавам неке ствари, Пабло Неруда, 2006), као и национална историја прожета бременитим збивањима, која су задесила српски национ последњих деценија (Балада о нерођеним Србима,
2008). На остварењима великих формата, претежно вертикално импостираних и осликаних техником акрилика на платну или шпер плочи, уметник нас увлачи у свој свет, преносећи нам своја искуства и размишљања. Главна одлика ликовног манира Србољуба Којадиновића је инстиктивно преплетање реално опажајног и иреалног.
Важна карактеристика, која повезује већину Којадиновићевих слика је и такозвани horror vacui. У тежњи да што дескриптивније дочара феномене
које представља, он користи сваки квадратни милиметар подлоге на којој ствара. На овај начин детаље попут мозаика комбинује и уклапа у
јединствену целину. Последњи радови Србољуба Којадиновића превазилазе његове велике формате, а у техници одлазе и корак даље, нарочито када је медијум самог ликовног израза у питању. Он истражује и експериментише не само
мотивима, већ и у техници. На монументалним диптисима и триптисима, уметник ће, неретко комбинованом техником акрилика и штампе, на инвентиван начин појачати интензитет и снагу својих већ препознатљивих тема.

## Изложбе

### Самосталне изложбе
- 2005: Byzance XXI, Centre Cultural Garibaldi, Nice (6.5 — 6.6)
- 2005: Byzance XXI, Chapelle St.Jacques, Menton (8.9 — 25.9)
- 2006: Byzance XXI et autres peintures récentes, Centre Culturel des Cèdres, Mouans-Sartoux (25.3 — 9.4)
- 2006: L'âme en lumière et en couleurs, Exposition de peinture Byzance XXI, Le château de Fonbonne, Évian (септембар)
- 2009: Најзападнији запад је — Исток, Студентски културни центар, Београд (3.3 — 17.3); Галерија Дома војске Србије, Београд (25.6 — 5.6); Галерија ’73, Београд (16.10 — 29.10)
- 2010: Најзападнији запад је — Исток, Центар за културу „Свети Стефан Деспот српски”, Деспотовац (15.10 — 29.10)
- 2011: Најзападнији запад је — Исток, Галерија „Јосип Бепо Бенковић”, Херцег Нови (23.8 — 25.9)
- 2012: Цветање детаља са слика Србољуба Којадиновића (из сликарског опуса Најзападнији запад је — Исток), Галерија Академије 28, Београд (4.4 — 16.4)
- 2012: Најзападнији запад је — Исток, Галерија градске општине Врачар, Београд (децембар)
- 2014: Најзападнији запад је — Исток, Клуб Прозор, Београд (јуни-јули); Музеј аутомобила — Збирка Братислава Петковића, Београд (17.10 — 31.10)
- 2016: Преко три океана до Србије, Етнографски музеј, Београд (21.1 — 31.1)
- 2019: Путовање у будућност океанима прошлости, Музеј наивне и маргиналне уметности, Јагодина (18.5 — 1.7); Центар за културу „Свети Стефан Деспот српски”, Деспотовац (20.8 — 28.8)

### Групне изложбе
- 2005: 32e Prix International de peinture du Lavandou, Salon de Provence des Beaux Arts, Lavandou (август)
- 2005: Prestige de l’Art — Prestige de l’Europe, Centre Universitaire Mediterraneen, Nice (14.11 — 25.11), добитник прве награде за сликарство
- 2006: XIIIe Salon de Grimaud, Salon de Printemps, Saint Tropez, Grimaud (15.4 — 5.5)
- 2008: Уметнички павиљон „Цвијета Зузорић”, Београд (март)
- 2018: Магична виталност маргиналних, Уметнички павиљон Цвијета Зузорић, Београд (18.10 — 30. 10)

## Библиографиja
- 1978: С. К. Необичан обичај на Галапагосу: Пошта у бурету, Забавник, 20. октобар 1978.
- 1981: Une douzaine de yachts en rade de Port-Louis, Маурицијус, 17. октобар 1981.
- 1989: Promocija na Jarunu, -, 21. фебруар 1989.
- 1989: Bestseleri, Novosti, Beograd, 14. април 1989.
- 1989: Десет најтраженијих књига, Нин, Београд, 7. мај 1989.
- 1990: А. Гловацки, Сидро за БГ морепловце, Вечерње новости, Београд, 8. октобар 1990.
- 1993: Љ. Бинићанин, Упловили у тихе воде, — , 9. децембар 1993.
- 2000: Петар Бошковић, Српски једрењак на медитерану, — , 21. јун 2000.
- 2001: Недељник Време: Србољуб Којадиновић, морепловац: Свет је врло глуп, 1. фебруар 2001.
- 2004: Мијо Лончар, Пре објављивања монографије о Паји Јовановићу, Вршачке новине, Вршац, 8. јун 2004.
- 2006: Patricia Colliard, L'âme en lumière et en couleurs, Le Dauphiné Libéré, 10. септембар 2006.
- 2007: Jelena i Srboljub Kojadinović, Trideset godina plovidbe, Nautički magazin, Beograd, 13. јануар 2007.
- 2007: И. Декањ, Забелешке са океана, Политика, Београд, 19. децембар 2007.
- 2008: Б. Субашић, Озлоглашени и усред Индијског океана, Недељни телеграф, Београд, 16. јануар 2008.
- 2008: B. Ivančević, Darvinova ostavština, Zov Новости, Београд, 1. фебруар 2008.
- 2008: В. В. Фосили са Галапагоса у Природњачком музеју, Политика, Београд, 11. фебруар 2008.
- 2008: В. Мирило, Авантура Дарвиновим стопама с породицом која је опловила свет, 24 сата, Београд, 12. фебруар 2008.
- 2008: Н. К. Путујући са Дарвином, Политика, Београд, 12. фебруар 2008.
- 2008: М. Петровић, Дом на три океана, Вечерње новости, Београд, 14. фебруар 2008.
- 2008: Жаклина Миленковић, Једрили око Земље, Глас, Београд, 28. фебруар 2008.
- 2008: Jelena i Srboljub Kojadinović — Beograđani koji su udisali okeane, Trip, Beograd, 01-15.06.2008.
- 2008: Aleksandar Nikolić, Za moju decu Beograd je na ostrvu, Blic, Beograd, 20. јул 2008.
- 2008: Č. Mranović — A. Stevović, Četvoročlana porodica 32 godine plovila oko svijeta, -, 17. септембар 2008.
- 2008: Вечерње новости: Дом на океану, 13. фебруар 2008.
- 2008: Blic: Za moju decu Beograd je na ostrvu, 20. јул 2008.
- 2008: Глас Српске: Архитекта Србољуб Којадиновић у поморској одисеји дугој три деценије, 30. септембар 2008.
- 2009: Др Александар Миленковић, Панонски ликовни паноптикум, Књижевна општина Вршац и аутор, Вршац
- 2009: Мадинина, Књижевне новине, Београд (фебруар)
- 2009: Jovan Grujić, O morima, svetovima i nama, Trip, Beograd, 1-15.03.2009.
- 2009: Д. Б. Изгубљена рајска места, Политика, Београд, 4. март 2009.
- 2009: М. Л. Пут око света за 11.000 дана, Политика, Београд, 6. март 2009.
- 2009: Сл. Б. Еволуција и Дарвин, Кикиндске новине, Кикинда, 17. септембар 2009.
- 2009: М. М. Путовање дуго 30 година, Кикиндске новине, Кикинда, 18. септембар 2009.
- 2009: Еволуција и Дарвин, Кикиндске новине, Кикинда, 25. септембар 2009.
- 2009: momi tasic: serge koyadinovitch catalog, Oct 19, 2009.
- 2009: momi tasic: serge koyadinovitch slike, Oct 21, 2009.
- 2010: Жангада, Политика, Београд, 24. март 2010.
- 2010: Momi Tasić: Kli-Kli na remontu, P.U.L.S.E, 2010.
- 2011: К. М. Љепотом брани темеље, Дан, Подгорица, 29. август 2011.
- 2012: Jelena i Srboljub Kojadinović, Ponovo na „kamenčićima”, Nautički magazin, Beograd, 2012.
- 2012: 30 година на води, Вечерње новости, Београд, 29. децембар 2012.
- 2013: Радош Петронијевић, „Аргонаути” Којадиновићи, Политика, Београд, 14. март 2013.
- 2013: Иштван Декањ, Деца океана затворила пут, Политика, Београд, 17. април 2013.
- 2013: Гојко Г: Кли Кли — Kli Kli, May 13, 2013.
- 2014: Jelena i Srboljub Kojadinović, Ostrva sa dva imena, Nautički magazin, Beograd, 2014.
- 2014: Jelena i Srboljub Kojadinović, Rt vrlo loše nade, Nautički magazin, Beograd, 2014.
- 2014: И. Д. Изложба слика морепловца Србољуба Којадиновића, Политика, Београд, 18. октобар 2014.
- 2014: Дејан Ђорић, У имену записана сундбина, Печат, Београд, 2014.
- 2014: Политика: Почиње Сајам наутике, лова и риболова, 25. март 2014.
- 2014: Политика: Породица која нам је приближила свет океана, 30. март 2014.
- 2014: momi tasic: Kojadinovic Srba, otvaranje izlozbe slika, Oct 23, 2014.
- 2015: Б. Богдановић, Да „Кли-кли” остане у Београду, Политика, Београд, 9. октобар 2015.
- 2015: Dejan Vlaškalić, Eliksir za nove generacije, Nautički magazin, BEOGRAD, 2015.
- 2015: Телеграф: OVO SU NAJNEVEROVATNIJI SRBI U ISTORIJI: 1976. su u svom brodiću krenuli na put oko sveta koji je trajao 31 GODINU!, 26. април 2015.
- 2015: Политика: Једрењак на поклон Београду, 5. октобар 2015.
- 2015: Telegraf.rs TV: Srboljub i Jelena Kojadinović — slike sa putovanja, Mar 18, 2015.
- 2016: И. Симић, Преко три океана до Србије, Политика, Београд, 22. јануар 2016.
- 2018: Нина Крстић, Магична виталност маргиналних, каталог, Музеј наивне и маргиналне уметности, Јагодина, октобар 2018.
- 2018: MojaLađa: IN-MEMORIAM, preminuo je Srboljub-Srba Kojadinović, 5. jula 2018.
- 2018: A. V: Srboljub Kojadinović je z barko odšel na pot leta 1976, 08. juli 2018.
- 2018: Ивана Јовановић, In memoriam Србољуб Којадиновић, MNMArt 8, Музеј наивне и маргиналне уметности, Јагодина, децембар 2018.
- 2018: Telegraf.rs TV: Srboljub Kojadinović — Na stazama Gernike, Mar 18, 2015.
- 2018: Srboljub Kojadinovic: Srboljub Kojadinovic — Jedrenjak KLI KLI, Jun 12, 2018.
- 2019: Јелена Јовановић, Путовање у будућност океанима прошлости, каталог, Музеј наивне и маргиналне уметности, Јагодина, мај 2019.
- 2019: Јелена Јовановић, Путовање у будућност океанима прошлости, MNMArt 9, Музеј наивне и маргиналне уметности, Јагодина, мај 2019.
- 2019: Nautički magazin: Srboljub Kojadinović: Putovanje u budućnost okeanima prošlosti, 16. мај 2019.
- 2019: Словенски весник, Гласило СРБ Светих цара Николаја и Владике Николаја: СРБОЉУБ KОЈАДИНОВИЋ: Путовање у будућност океанима прошлости, 17. мај 2019.
- 2019: Indexonline: Kojadinovićeva putovanja na platnu[мртва веза], 19. мај 2019.
- 2019: Tanjug. Tačno: Kojadinovićeva putovanja na platnu[мртва веза], 19. мај 2019.